# Oscar Aubuchon
Pour les articles homonymes, voir Aubuchon.
 (juin 2016).
Si vous disposez d'ouvrages ou d'articles de référence ou si vous connaissez des sites web de qualité traitant du thème abordé ici, merci de compléter l'article en donnant les références utiles à sa vérifiabilité et en les liant à la section « Notes et références ».
Oscar Aubuchon, dit Ossie Aubuchon, (né le 1er janvier 1917 à Saint-Hyacinthe, au Québec, Canada et mort le 10 septembre 1970 dans le même lieu) est un joueur de hockey professionnel  qui joua durant les années 1940 avec les Bruins de Boston et les Rangers de New York dans la Ligue nationale de hockey. Il est ensuite entraîneur dans la Ligue de hockey Senior du Québec avec les Aigles de Drummondville.

## Biographie

### Joueur
- Vendu aux Bruins de Boston par les Reds de Providence, dans la Ligue américaine de hockey avec Norm Calladine et Ab DeMarco le 8 mars 1943.
- Vendu aux Rangers de New York par les Bruins de Boston en novembre 1943.

### Entraîneur
Il est entraîneur avec les Gaulois de Saint-Hyacinthe dans la Ligue de hockey du Québec et dans la Ligue de hockey senior du Québec dans les années 1950 et 1960. Il remporte la Coupe Allan avec les Aigles de Drummondville en 1967.

## Honneurs
Coupe Allan
- 1967 – Aigles de Drummondville – Entraineur[2].

## Vie privée
En 1947, il est victime d’un grave accident de la route. Récemment engagé dans la Police provinciale du Québec, Aubuchon est frappé par une automobile alors qu’il patrouille le territoire de Beloeil à motocyclette. Cet accident met un terme à sa carrière de hockeyeur. Aubuchon a aussi été un joueur de baseball avec l’équipe de Saint-Hyacinthe dans la Ligue Provinciale du Québec sous le nom d’Oscar Brown.